# سیارک ۱۴۸۱۹
سیارک ۱۴۸۱۹ (به انگلیسی: 14819 Nikolaylaverov، نامگذاری:1982UC11) چهارده هزار و هشتصد و نوزدهمین سیارک کشف شده‌است که در ۲۵ اکتبر ۱۹۸۲ کشف شد.
قدر مطلق سیارک برابر ۱۶.۲ است.